# Nusa Kambangan
Nusa Kambangan, auch Nusakambangan oder Nusa Kembangan, ist eine indonesische Insel vor der Südküste Javas, im Indischen Ozean. Sie umfasst eine Fläche von 121 km² und liegt gegenüber dem Hafen von Cilacap in der Provinz Zentral-Java. Wegen der dortigen zahlreichen Gefängnisse, in denen verurteile Mörder, Terroristen, Drogenhändler und Verurteilte in schweren Korruptionsfällen einsitzen, wird sie das „Alcatraz Indonesiens“ genannt.

## Geschichte

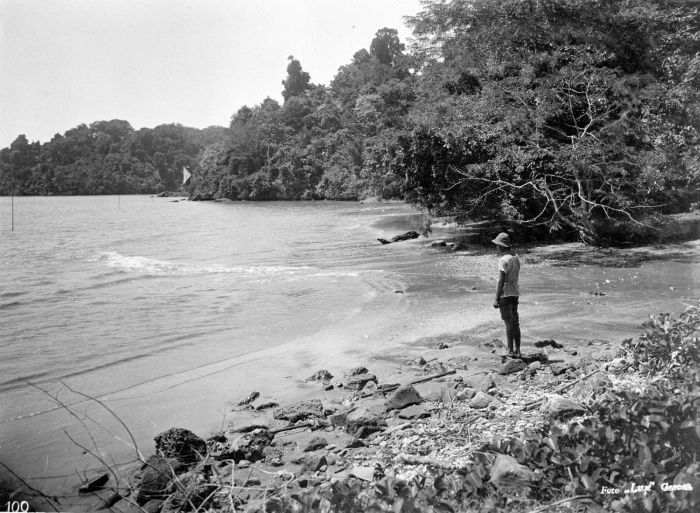
Südküste von Nusa Kambangan zwischen 1920 und 1940

Nusa Kambangan wurde während der niederländischen Kolonialzeit als Gefängnisinsel genutzt. Der Gouverneur von Niederländisch-Indien ließ in den 1920er Jahren ein Hochsicherheitsgefängnis für Schwerverbrecher und politische Dissidenten errichten.
Auch nach der indonesischen Unabhängigkeitserklärung wurde der Ort weiterhin als Gefängnisinsel benutzt. Während der Herrschaft von Präsident Suharto wurden Hunderte von politischen Dissidenten zu Haftstrafen auf der Insel verurteilt. Die meisten von ihnen waren Mitglieder der verbotenen Kommunistischen Partei Indonesiens, aber auch der Dichter Pramoedya Ananta Toer.
1996 wurde die Insel schließlich zu touristischen Zwecken freigegeben.
Bei einem Erdbeben im Juli 2006 wurden acht Menschen durch die entstandene Flutwelle getötet, darunter zwei Insassen des Permisan-Gefängnisses. Mindestens weitere elf Dorfbewohner und 15 Gefängnisinsassen galten als vermisst.

## Geographie

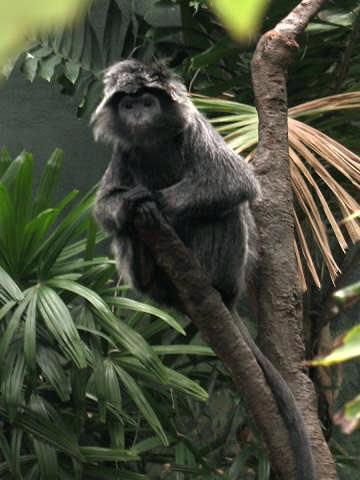
Javan Lutung, einer der auf Nusa Kambangan einheimischen Primaten

Nusa Kambangan wird durch die Meerenge Segara Anakan von der Insel Java getrennt. Aufgrund der isolierten Lage ist die Insel relativ dünn besiedelt und verfügt über eine reiche Fauna und Flora. Auf der Ostseite einer Bucht befindet sich ein Naturreservat mit einer alten niederländischen Festung am Karangbandung-Strand. Die Insel ist reich an tropischem Regenwald. Hier finden sich 14 Arten von Reptilien, verschiedene Säugetiere und über 70 Vogelarten, von denen 23 Arten geschützt sind.

## Bevölkerung
Mit Ausnahme von Gefängnisinsassen und -personal wohnen auf der Insel ungefähr 3000 Personen, wovon die meisten Javaner sind. Sie beschäftigen sich hauptsächlich mit Fischerei, einige arbeiten auch auf Kautschuk- und Teakholz-Plantagen. Die natürliche Vielfalt der Insel wird jedoch durch illegale Holzfällerei bedroht, die größtenteils von Nicht-Einheimischen betrieben wird. Eine Fläche von 30 km² ist deswegen akut bedroht.

## Gefängnisse

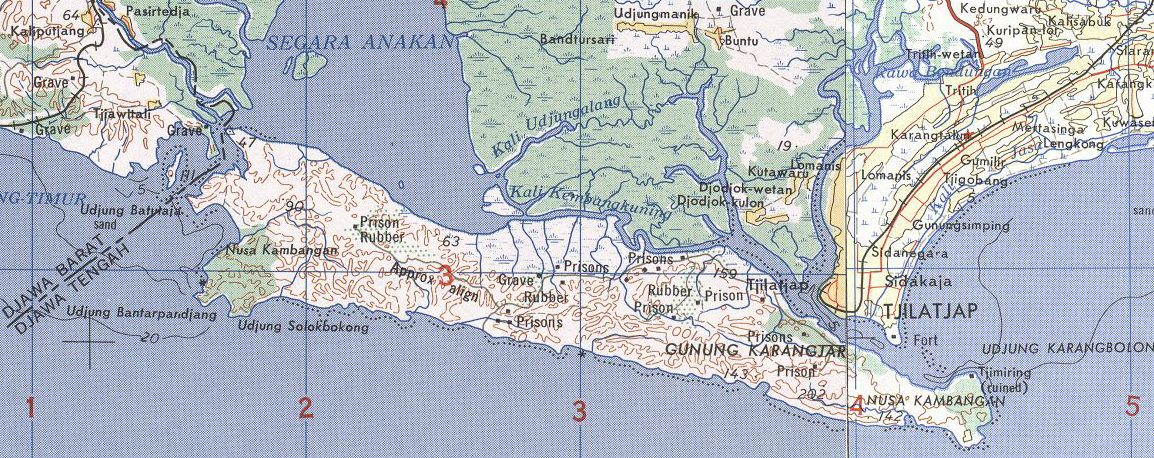
Karte von Nusa Kambangan um 1950 (Hersteller: US Army Map Service)

Auf der Insel wurden neun Gefängnisse errichtet, wovon vier bis heute in Gebrauch sind:
- Permisan-Gefängnis (1908 erbaut)
- Batu-Gefängnis (1925)
- Besi-Gefängnis (1929)
- Kembangkuning-Gefängnis (1950)

Fünf Gefängnisse sind außer Betrieb:
- Nirbaya-Gefängnis (1912)
- Karanganyar-Gefängnis (1912)
- Karangtengah-Gefängnis (1928)
- Gliger-Gefängnis (1929)
- Limusbuntu-Gefängnis (1935)

Mit Ausnahme des Kembangkuning-Gefängnisses, das aus der Zeit nach der indonesischen Unabhängigkeitserklärung stammt, wurden all diese Haftanstalten unter der niederländischen Herrschaft errichtet. Am bekanntesten ist das Batu-Gefängnis (wörtlich „Stein-Gefängnis“).

### Bekannte Insassen
Unter den Personen, die zu Gefängnisstrafen auf der Insel verurteilt wurden, gehören:
- Pramoedya Ananta Toer, Schriftsteller, als politischer Gefangener verurteilt
- Bob Hasan, ehemaliger Forstwirtschaftsminister, wegen Korruptionsvorwürfen verurteilt
- Imam Samudra, Amrozi bin Nurhasyim und Ali Ghufron, die wegen ihrer führenden Rolle beim Anschlag von Bali 2002 verurteilt und am 9. November 2008 durch Erschießen hingerichtet wurden
- Tommy Suharto, Sohn des früheren Präsidenten Suharto, wegen Anstiftung zum Mord an seinem Richter verurteilt

Auf Nusa Kambangan wurden auch Hunderte von Mitgliedern der Bewegung Freies Aceh gefangen gehalten, die jedoch später im Rahmen der Friedensverhandlungen freigelassen wurden.